# Ленен, Луи
Луи Ленен (англ. Louis Le Nain; 1593—1648) — французский художник, один из трёх братьев Ленен. Мастер групповых портретов из жизни крестьян.

## Биография
Родился в 1593 году в городе Лан (по другим данным — в 1603 году).
Луи был предпоследним из пяти сыновей зажиточного крестьянина и винодела Исаака Ленена (фр. Isaac Le Nain). Вместе со своими братьями несколько лет обучался живописи, пока не отправился в Париж незадолго до 1630 года. В Париже с братьями-художниками жил в аббатстве Сен-Жермен-де-Пре.
Вместе с братьями Антуаном и Матье Луи работал над украшением знаменитой часовни Юной Девы в Сен-Жермен-де-Пре. В 1648 году он стал одним из первых членов только что созданной Королевской академии живописи и скульптуры (фр. Académie royale de peinture et de sculpture).
Умер 23 мая 1648 года в Париже, а через два дня после его смерти скоропостижно умер брат Антуан. Работы художника находятся во многих музеях мира, включая Лондонскую национальную галерею, Музей Виктории и Альберта, Национальный музей живописи Алжира (фр.).
Братья не всегда подписывали свои произведения, и до сих пор такие работы без авторства трудно отнести лично к кому-то из них.

Некоторые работы
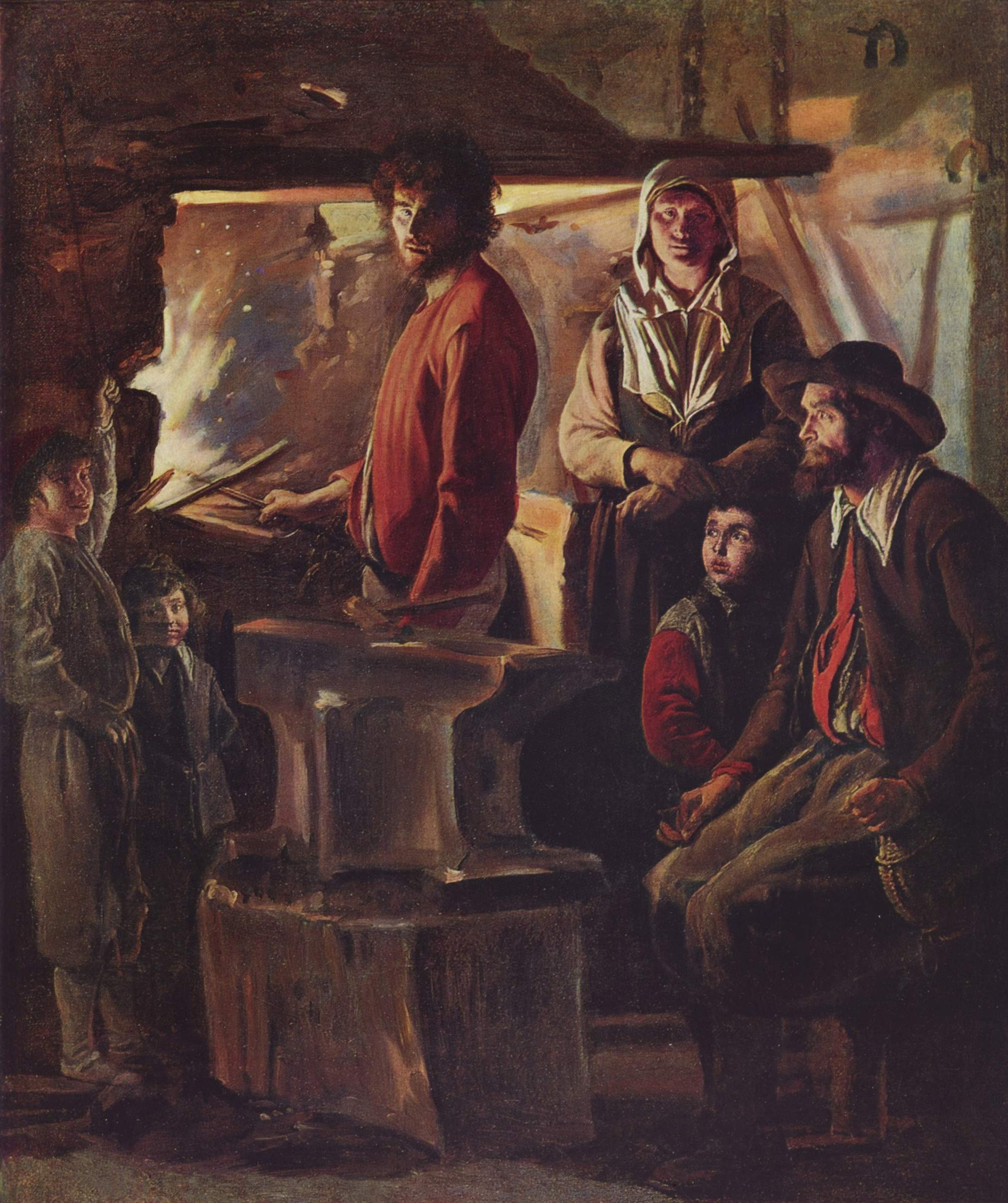
Кузница
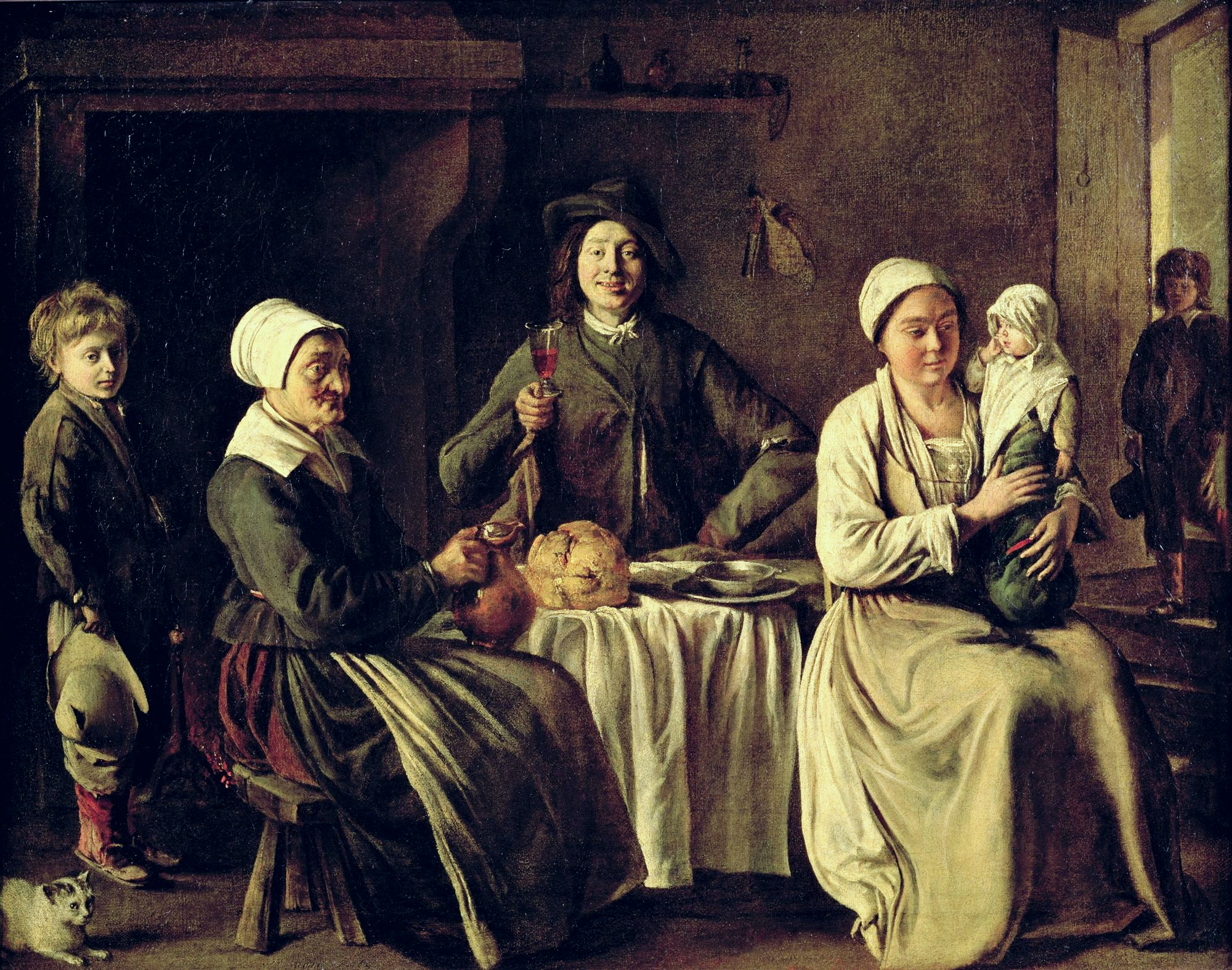
Счастливое семейство
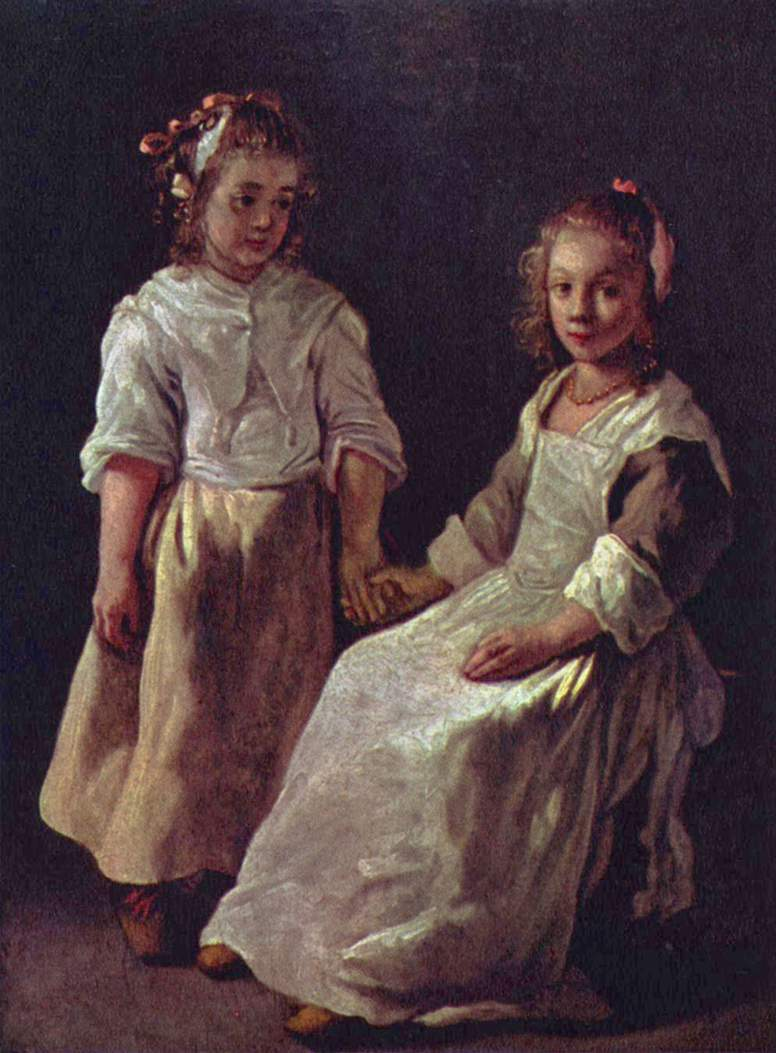
Две девочки
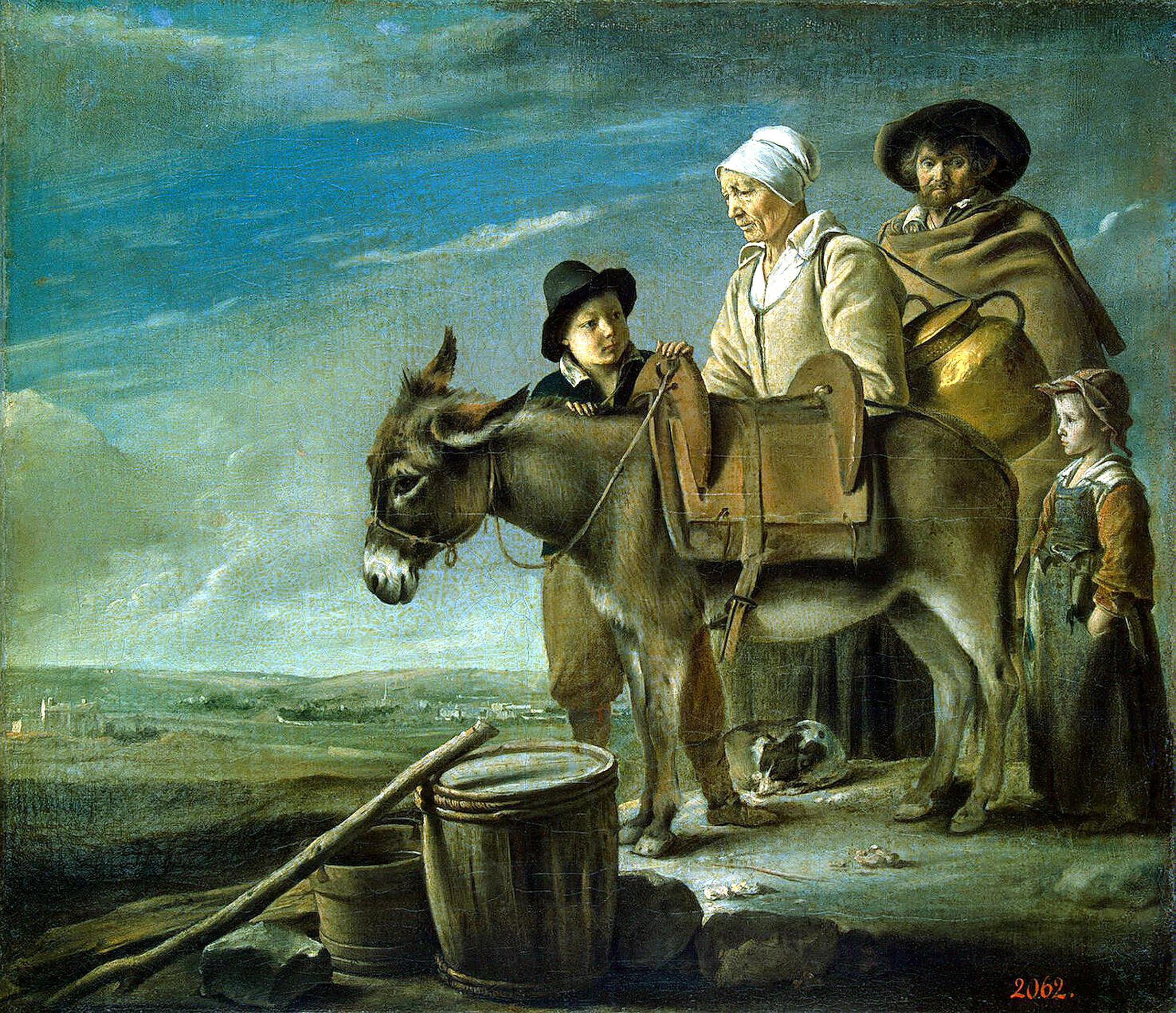
Семья молочника (Эрмитаж, Санкт-Петербург)